# Elisha Harris

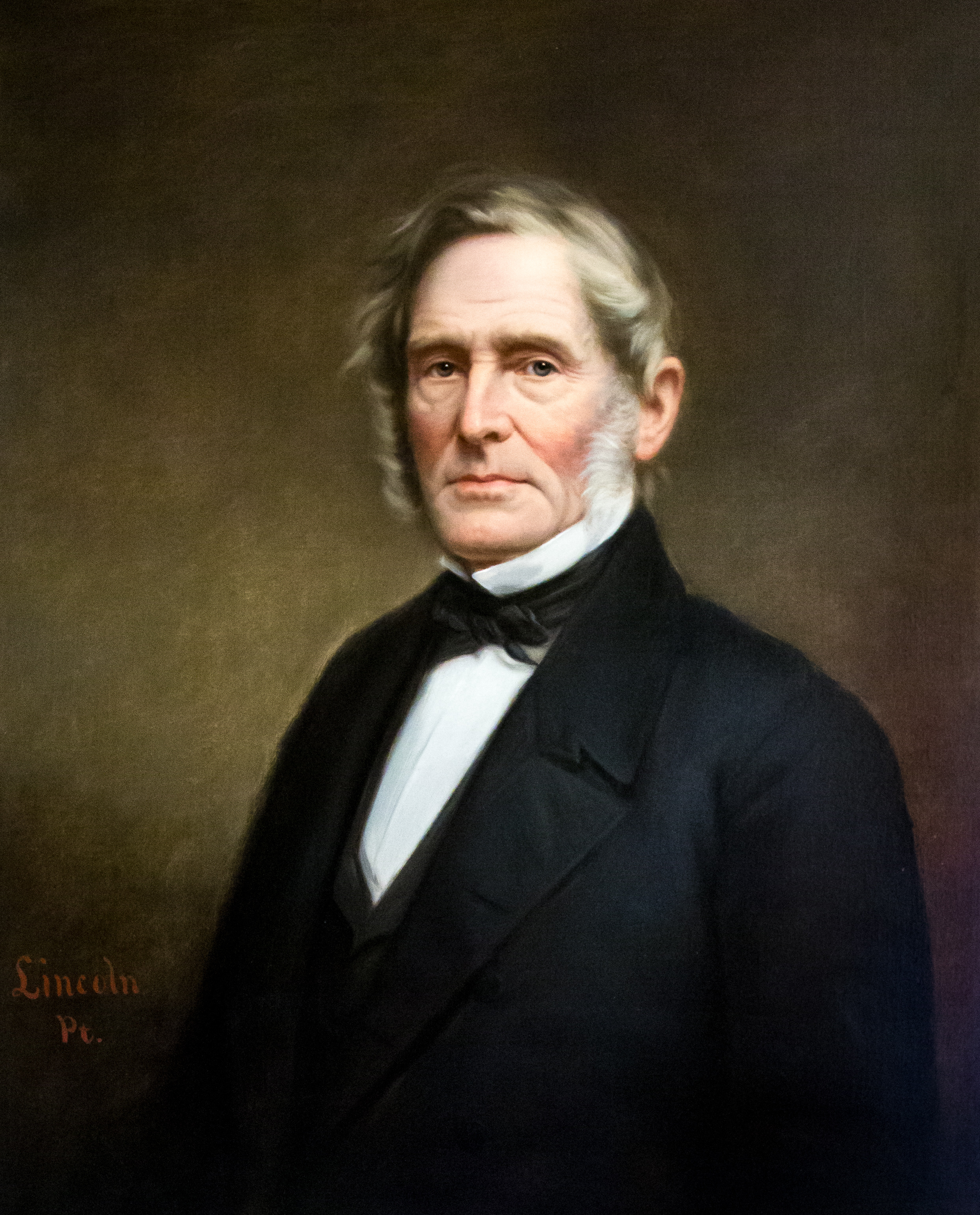
Elisha Harris

Elisha Harris, född 8 september 1791, död 1 februari 1861, var en amerikansk politiker och viceguvernör och guvernör i Rhode Island.

## Tidigt liv
Harris föddes i Cranston, Providence County, Rhode Island. Han bodde senare i Coventry, Kent County, Rhode Island.
Harris var son till Joseph Harris, och ättling till William Harris, som emigrerade till Amerika tillsammans med Roger Williams. William Harris var en av de ursprungliga markägarna i Providence och senare i Pawtuxet. Elisha Harris gick i offentliga skolor i sin hemstad och studerade en tid på East Greenwich Seminary. Kort tid efter sin skolgång blev han bokförare på fabrikerna i Phœnix, som då kallades Roger Williams Mills. Senare fick han privilegiet att utnyttja vattenkraften strax uppströms och började med egen tillverkning 1822. Han lyckades skapa ett stort företag som gick i arv till hans efterlevande. Hans dotter Catherine gifte sig med Henry Howard, som också kom att bli guvernör i Rhode Island.
Från 1846 till 1861 var han verkställande direktör för Providence Bank.

## Politisk karriär
Harris var medlem av Whigpartiet. Han var viceguvernör i Rhode Island från 1846 till 1847 och efterträdde sedan Byron Diman som guvernör. Han var guvernör från den 4 maj 1847 till den 1 maj 1849. Hans efterträdare som guvernör var partikamraten Henry B. Anthony.
Sedan Whig-partiet upplösts blev han medlem av Republikanerna. Han var elektor för Rhode Island i presidentvalet 1860.
Efter sin död 1861 begravdes han på Greenwood Cemetery, Coventry, Rhode Island.